# Binia Bill
Binia Bill (* 18. August 1904 als Binia Mathilde Spoerri in Zürich; † 16. April 1988 ebenda) war eine Schweizer Fotografin und Musikerin.

## Leben
Binia Bill wurde im Zürcher Stadtteil Fluntern als jüngste von drei Töchtern der Eheleute Ferdinand Jakob Spoerri und Ida Spoerri-Gross geboren. Ab 1916 erhielt sie Cello-Unterricht bei Joachim Stutschewsky. 1925/26 nahm sie an einem Studienaufenthalt in Paris teil, wo sie eine Celloausbildung an der École Normale de Musique bei Pau Casals und Diran Alexanian absolvierte und einen Abschluss mit Konzertdiplom als Cellistin machte. Sie besuchte Vorträge von Le Corbusier und machte die Bekanntschaft von Alfred Roth. 1928 nahm sie an einer Studienreise nach Süditalien teil und besuchte 1930 die Schule für Fotografie von Johannes Itten und die Fotoklasse bei Lucia Moholy in Berlin. 1931 heiratete sie den Architekten und Künstler Max Bill. 1942 wurde ihr gemeinsamer Sohn Jakob geboren, der später die Max, Binia + Jakob Bill Stiftung mit Sitz in Adligenswil gründete. Diese widmet sich seit Juni 1996 der Förderung der kunstwissenschaftlichen Forschung sowie der Verbreitung des umfangreichen Werks von Max, Binia und Jakob Bill.
Ab 1934 war sie Mitglied des Schweizerischen Werkbundes (SWB). Als passionierte Gartenliebhaberin war sie im Jahre 1968 massgeblich an der originalen Gartengestaltung des Hauses Bill in Zumikon beteiligt.
Zeitlebens blieb Bill im Schatten ihres Mannes und geriet als Künstlerin in Vergessenheit. Erst nach ihrem Tod wurde sie mit der Ausstellung im Aargauer Kunsthaus 2004 wiederentdeckt.

## Werk
Binia Bills Fotografien lassen das Umfeld der Bauhaus- und damaligen Sach-Fotografie erkennen und werden den Zürcher Konkreten zugerechnet. In ihren Stillleben, Porträts und Blumenbildern entwickelte sie jedoch eine individuelle und charakteristische Bildsprache. Von 1930 bis ca. 1942 war Bill als freie Fotografin tätig und veröffentlichte ihre Aufnahmen in verschiedenen Publikationen, z. B. in der Zeitschrift Föhn. Daneben hielt sie das künstlerische, architektonische und typografische Werk ihres Ehemannes fest und arbeitete mit ihm zusammen für Werbeaufträge.
Auch entstanden persönliche Aufnahmen, die sie auf Reisen, bei Treffen mit Künstlerfreunden und  im privaten Bereich kreierte.
Ausgewählte Werke sind in der Publikation «Binia Bill – Fotografien» sowie im eMuseum des Museums für Gestaltung Zürich und im Archiv der Zürcher Hochschule der Künste enthalten.
- Marie-Ève (ca. 1931)[7]
- Aussenansicht Wohnbedarf Zürich (1933)[8]
- Lampe (ca. 1934)[9]
- Sandblattpflanze (ca. 1934)[10]
- Spielende Katzen (ca. 1934)[11]
- Strauch im Schnee (ca. 1934)[12]
- französischer Meerfriedhof I (o. J.)[13]

## Auszeichnungen
- 1935: 1. Aufmunterungspreis für Angewandte Kunst[5]
- 1936: Silbermedaille der VI Triennale di Milano[5]

## Ausstellungen

### Einzelausstellungen
- 1935: binia bill fotos. pflanzen / tiere / menschen / erde / wasser / luft. Haus Ciné Nord-Süd in Zürich

Postum
- 2004: Binia Bill – Fotografien 1930–1942. Aargauer Kunsthaus in Aarau
- 2024: Binia Bill – Bilder und Fragmente, Fotostiftung Winterthur[14][15]

### Gruppenausstellungen
- 1936: VI Triennale di Milano
- 1937: V Salone internazionale di fotografia artistica fra dilettanti. Circolo degli artisti in Turin
- 1980: Surrealismus und Neue Sachlichkeit in der Schweiz. Kunst Museum Winterthur

Postum
- 1995: Karo-Dame. Konstruktive, Konkrete und Radikale Kunst von Frauen von 1914 bis heute. Aargauer Kunsthaus in Aarau
- 1997/98: Arnold Böcklin, Giorgio de Chirico, Max Ernst – Eine Reise ins Ungewisse. Kunsthaus Zürich; Haus der Kunst München; Neue Nationalgalerie Berlin
- 2000: L’Onsernone degli uomini e della natura. Museo Onsernonese in Loco
- 2002: Das Onsernonetal. Stadthaus Zürich
- 2003: suiza constructiva. Museo Nacional Centro de Arte Reina Sofía in Madrid
- 2007/08: Bilderstreit. Durchbruch der Moderne um 1930. Fotostiftung Schweiz, Winterthur
- 2009: Bill – Bill – Bill. Kunsthalle Harry Graf Kessler in Weimar